# Governatorato di Abyan
Abyan (in arabo: أبين) è un governatorato dello Yemen.

## Storia
La regione del governatorato storicamente ha fatto parte del sultanato di Faḍlī, un sultanato indipendente della costa meridionale della Penisola araba, almeno dal XV secolo fino al 1967.
La sua capitale è Zinjibar.